# Kap Green
Das Kap Green ist ein Eiskliff im Grahamland am nordöstlichen Ende der Antarktischen Halbinsel. Auf der Trinity-Halbinsel bildet es den südöstlichen Ausläufer der Tabarin-Halbinsel. Zudem markiert sie die westliche Begrenzung der südlichen Einfahrt vom Erebus-und-Terror-Golf in den Fridtjof-Sund sowie die östliche Begrenzung der Einfahrt zur Caleta Valenzuela.
Der Falkland Islands Dependencies Survey (FIDS) kartierte und benannte das Kap im Jahr 1946. Namensgeber ist der Geologe Michael Campbell Green (1926–1948), der beim Brand auf der FIDS-Station in der Hope Bay im November 1948 ums Leben kam.